# Siddhar
Der Siddhar (Tamil சித்தர் Cittar von Tamil Cittu bedeutet Intellekt, Singular Cittar) bezieht sich auf intellektuelle Menschen in tamilischer Sprache, aus dem alten Tamilakam, und wurde nur in tamilischer Sprache geschrieben. Ein Siddhar erhält intellektuelle Kräfte namens Siddhi durch ständige Praxis bestimmter Bildungsdisziplinen.
Historisch gesehen bezieht sich Siddhar auch auf die Menschen, die frühzeitig wandernde Adepten waren, die die alte tamilische Lehre und Philosophie beherrschten. Sie waren kenntnisreich in Wissenschaft, Technik, Astronomie, Literatur, Bildende Kunst, Musik, Drama, Tanz und lieferten Lösungen für gemeine Menschen in ihrer Krankheit und Rat für ihre Zukunft.